# Forno Thomas
Il forno Thomas è stato inventato da Sidney Gilchrist Thomas. Applica un metodo che funziona sullo stesso principio del processo Bessemer, infatti il convertitore Thomas è un contenitore di grosse dimensioni come Bessemer, ma con rivestimento refrattario basico (dolomite calcinata e catrame) e produce acciaio per conversione di ghisa fosforosa (contenente in pratica fosforo in percentuale variabile da 1,2 a 2%) 
La differenza tra i due processi è data proprio dal rivestimento dei convertitori che vengono nella formazione delle scorie. Con rivestimento acido il silicio ha il ruolo d’elemento termogeno (ossidandosi riscalda il metallo fuso), mentre le scorie ed eventuali additivi hanno il compito di eliminare lo zolfo.
Esso quindi viene eliminato utilizzando l’ossido di calcio, l’ossido di ferro e il rivestimento acido del forno; questi tre elementi, entrando in contatto con lo zolfo danno origine al solfuro di calcio che viene eliminato come scoria, anche il manganese, favorisce (associato con l’ossido di ferro) la desolforazione.
Con il rivestimento basico il ruolo di rivestimento termogeno passa al fosforo, che è eliminato solo dopo la decarburazione totale. Per l’eliminazione del fosforo si aggiunge all’interno del prodotto fuso la calce viva, che a contatto con essa e con le pareti con rivestimento basico, dà origine a scorie, che galleggiano sulla superficie liquida del prodotto e, vengono poi eliminate. Prima della colata è quindi necessario ricarburare il metallo fuso cioè aggiungere una certa quantità di ghisa fusa per portare la quantità di carbonio nell’acciaio a un livello ottimale per il prodotto desiderato.
I processi acidi consentono di eliminare completamente lo zolfo, ma poco il fosforo; il processo Bessemer è praticamente scomparso. Il processore Thomas, per quanto superato da tecniche più moderne, è invece ancora utilizzato in parecchi paesi europei ricchi di minerali fosforosi.

## Processo
1. Si affina ghisa liquida fosforosa (↑P, ↓Si) defosforazione con calce viva CaO
2. Si introducono CaO per defosforazione e desolforazione, rottami o minerali di Fe per raffreddare
3. L’agente ossidante è l’ossigeno dell’aria, che viene soffiata in pressione dal basso: si ossidano Si, Mn e C
4. Il calore necessario al processo si ottiene dalle reazioni chimiche esotermiche
5. Il controllo si fa sul colore della fiamma.